# Erythronium propullans
Erythronium propullans är en liljeväxtart som beskrevs av Asa Gray. Erythronium propullans ingår i Hundtandsliljesläktet och i familjen liljeväxter. Inga underarter finns listade.

## Bildgalleri

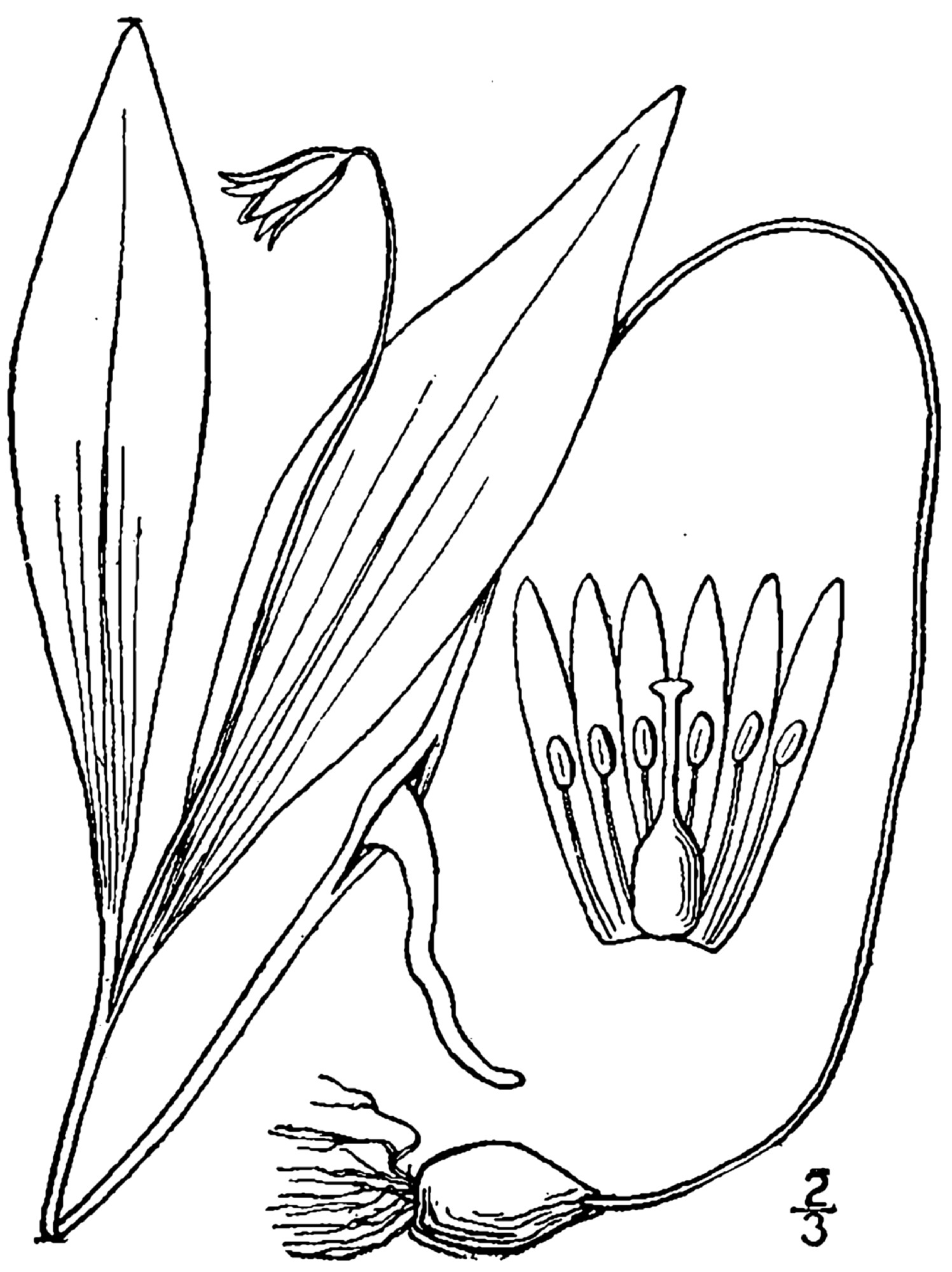